# トキワ荘の青春
『トキワ荘の青春』（トキワそうのせいしゅん）は、1996年公開の日本映画。市川準監督。若き日の著名漫画家たちが住んでいたことで有名なアパート「トキワ荘」を舞台に、巨匠たちの青春の日々をフィクションを交えて描いた青春映画である。
ロッテルダム国際映画祭招待作品。1996年
第70回キネマ旬報ベスト・テン第7位、読者選出第7位。
2021年にデジタルリマスター版が公開された。

## 概要
寺田ヒロオが主人公であり、後に漫画の筆を折った寺田や、途中でトキワ荘を去った森安なおや、そしてなかなか売れずに苦悩の日々を過ごした赤塚不二夫らの運命を反映し、盛り上がりを抑えた物静かなトーンの作品となっている。また従来の「トキワ荘ものドラマ」には登場しなかったつげ義春や棚下照生等も登場している。
また、主演の本木雅弘以外の主要キャストには、当時は無名に近かった自主映画・小劇団関係者が起用されたが、無名集団から多くの人気作家を輩出したトキワ荘をなぞるように、後年人気スターとなった者が非常に多く、結果的に非常に豪華な顔ぶれになっている。
藤子不二雄Aは「僕の思い出話ということではなく、青春物語としても大傑作だと思っています」「テラさん役を本木さんにしたのは、市川監督の慧眼だと思います。ああいうストイックな雰囲気が本当にテラさんっぽい。（中略）本木さんじゃなければ、演じられなかったんじゃないかな」「悩んでいると思しき藤本氏に、桃井さん演じるお母さんが言うんですよ。『自分の好きなことを見つけられない人なんて、世の中にたくさんいるんだからね。ほとんどの人がそうなんだから。弘ちゃんはそれと出逢えたんだから、幸運なんだよ』って。このセリフには本当に感動しました」と述べている。

## ストーリー
トキワ荘に集まった若き漫画家志望者たちは、寺田ヒロオをリーダーに新漫画党を結成する。しかし寺田は、新漫画党のメンバー以外の、つげ義春、棚下照生との交友では、違った自分の姿を示す。
売れっ子漫画家となった石森章太郎・藤子不二雄らと、中々芽が出ない赤塚不二夫・森安直哉等、個々での差から若者達の明暗は分かれる。
そして寺田も、自身が理想とする「子供たちに理想を教える漫画」と、雑誌編集者が要求する商業主義との間で、深く思い悩んでいく。

## キャスト
- 寺田ヒロオ：本木雅弘
- 安孫子素雄：鈴木卓爾
- 藤本弘：阿部サダヲ
- 石森章太郎：さとうこうじ
- 赤塚不二夫：大森嘉之
- 森安直哉：古田新太
- 鈴木伸一：生瀬勝久
- つのだじろう：翁華栄
- 水野英子：松梨智子
- 手塚治虫：北村想
- 石森の姉：安部聡子
- つげ義春：土屋良太
- 棚下照生：柳ユーレイ
- 藤本の母：桃井かおり
- 学童社編集長・加藤謙一：原一男
- 学童社編集者・本多：向井潤一
- 学童社事務員：広岡由里子
- 娼婦：内田春菊
- 編集者・丸山：きたろう
- 寺田の兄：時任三郎
- A出版社・編集長：磯部弘
- B出版社・女性編集者：大場靖子
- C出版社・編集長：服部良次
- C出版社・編集者：菅原大吉
- 松葉の出前：何忠信
- 郵便配達：松崎洋二
- トキワ荘の大家：泉祐介
- 大学生：篠原秀豊
- 大学生の恋人：武藤寿美
- エデン・ウェートレスA：矢代朝子
- エデン・ウェートレスB：御殿場たつ
- エデン・マスター：六角三男
- 牛乳店の店主：高土新太郎
- 新人マンガ家：高山良
- 手塚付の編集者：津村純生
- 手塚の秘書：佐藤澄子
  - 七尾伶子、橋本妙、石井育代、塩野谷正幸、山西惇、甲本雅裕、大根田良樹、種子、内野智　ほか

## スタッフ
- 監督：市川準
- 脚本：市川準、鈴木秀幸、森川幸治
- 原案協力：梶井純「トキワ荘の時代」、藤子不二雄Ⓐ「まんが道」「トキワ荘の青春時代」、丸山昭「まんがのカンヅメ」、蝸牛社「トキワ荘青春物語」、石森章太郎「トキワ荘の青春」
- 撮影：小林達比古、田沢美夫
- 照明：中村裕樹
- 美術：間野重雄
- 録音：橋本泰夫
- 編集：渡辺行夫
- 助監督：森宏治
- 音楽：清水一登、れいち
- 主題歌：灰田勝彦「燦めく星座」「東京の屋根の下」、 霧島昇「胸の振り子」
- スタイリスト：下田眞知子
- 選曲：武田康宏（ゴリラサウンド2）
- 音響効果：東洋音響カモメ（伊藤進一、小島彩）
- 漫画協力：甲斐謙二、岩崎誠、萩原伸一、シュガー佐藤、太田雅俊、大石容子、玉井雪雄、佐藤元、日下部拓海、荒木俊明、中村由紀子、藤澤勇希、代々木アニメーション学院
- 写真協力：木村伊兵衛、田沼武能
- 資料協力：石森プロ、秦企画、スタジオゼロ、フジオ・プロダクション、藤子スタジオ、藤子プロ、尾形敏朗、石野英一、加藤哲雄、中野正秋、丸山昭、日本放送協会、国立国会図書館、芳文社、小学館、講談社
- ロケ協力：大蔵省関東財務局立川出張所、雅叙園観光ホテル、金谷リース、屋根松瓦店
- 装飾協力：東芝科学館、PILOT、開明株式会社、LION、RICOH、㈱早川書房
- スタジオ：にっかつ撮影所
- 現像：IMAGICA
- MA：東宝サウンドスタジオ
- 製作者：増田宗昭、寺尾和明
- プロデューサー：塚本俊雄、里中哲夫
- 製作協力：オプトコミュニケーションズ、近代映画協会
- 製作・配給：カルチュア・パブリッシャーズ

## 協力
- 赤塚不二夫
- 安孫子素雄
- 石ノ森章太郎
- 鈴木伸一
- 手塚プロダクション
- 寺田紀子
- 水野英子
- 森安直哉
- 棚下照生
- つげ義春

## 受賞歴
- 第11回高崎映画祭最優秀助演男優賞（大森嘉之）
- 第70回キネマ旬報ベスト・テン
  - 日本映画ベスト・テン第7位
  - 読者選出日本映画ベスト・テン第7位